# Carvalhal de Turquel
O Carvalhal de Turquel é uma aldeia situada na freguesia de Turquel município de Alcobaça, distrito de Leiria, com 502 habitantes (2011). É a maior das aldeias e lugares da freguesia, só abaixo da vila-sede de freguesia.

## História
A história do Carvalhal confunde-se com a história da freguesia, existindo poucos ou nenhuns registos escritos dessa diferença. Crê-se que o Carvalhal surge após o fim da Guerra Civil e a consequente extinção dos Coutos de Alcobaça. Os relatos orais dão conta que os pequenos proprietários, com mais dinheiro ou mão-de-obra, correram a rodear terrenos com os muros, feitos de pedras horizontas sobrepostas, tradicionais desta região, sendo que o terreno murado passava a pertencer a quem tinha feito a respectiva cerca. Os mesmos relatos orais apontam que, nesses tempos em que a ação do Estado era menor, vieram mais tarde autoridades de Alcobaça verificar estas ocupações “selvagens”, sendo as mesmas foram recebidas “a tiro”. As courelas assim desenhadas tornaram-se lei e muitas subsistem até aos dias de hoje, incluindo os respetivos muros de pedra.
A primeira capela do Carvalhal de Turquel, pertencente à Paróquia de Turquel, foi construída em 1926. Em 2006, foi demolida a capela e construída, de raiz, uma nova igreja.
Tal como no resto do país, o Carvalhal assistiu a uma forte leva de emigração na década de 60 do século XX, sendo habitual, nas últimas décadas, o regresso dos emigrantes para férias, em especial por alturas da festa. Os Estados Unidos e o Canadá foram os principais destinos da emigração carvalhense.
A construção da EN1 (actual IC2), em 1964, foi um facto marcante na história do Carvalhal, nomeadamente por ligar a aldeia diretamente a Leiria e Lisboa. A construção de uma estrada grande e reta (o percurso Rio Maior-Pedreiras inclui uma das maiores retas do país), com a utilização de máquinas e explosivos, era uma novidade neste meio rural, aonde não havia ainda chegado o automóvel. Durante muitos anos designada Estrada Nacional nº 1, o IC2 continua a ser chamado de “numerum” (corruptela de “número um”) por muitos habitantes do Carvalhal. Os mais antigos chamavam-lhe também “autoestrada”, pois nas suas primeiras décadas o IC2 tinha características de autoestrada - reto, sem rotundas, semáforos ou outros limites de velocidade - e isto mesmo depois de ter sido construída a primeira verdadeira autoestrada do país, a A1.
As últimas décadas do século XX viram chegar progressivamente várias infraestruturas, como o fornecimento de energia eléctrica, por volta de 1970.
A abertura da rua Manuel Coelho Guerra foi a grande evolução urbanística do Carvalhal, no final dos anos 70. Até então, não havia ligação direta entre o centro de Turquel e o largo da capela do Carvalhal, sendo necessário “serpentear” por entre os lugares. Abriu-se então uma estrada retilínea, que passou a ser também uma das duas ligações diretas entre Turquel e o atual IC2.
Ao longo dos anos 80 e principalmente nos anos 90, assistiu-se ao progressivo asfaltamento das ruas da aldeia. Atualmente, só os caminhos onde não existem moradias ficaram por asfaltar. 

### Economia
O Carvalhal está totalmente integrado na estrutura económica da freguesia e da região a que pertence. Para trabalhar na própria aldeia, o setor primário é a principal ocupação, principalmente a pecuária, que ganhou forte expressão com o “boom” do setor nos anos 80. A construção civil foi outro dos grandes empregadores, mas perdeu importância com a crise nacional do imobiliário que se seguiu ao ano de 2008. Outros setores empregadores são a cutelaria e marroquinaria, na Benedita ou os serviços, em Alcobaça e nas Caldas da Rainha.

### Instituições e tradições
A festa do Imaculado Coração de Maria realiza-se no último fim de semana de julho ou primeiro de agosto. A festa realizava-se no largo da capela, e nos anos 60 e 70 era uma das maiores da região, em termos de público e cartaz musical. Nomes sonantes da cena musical da época, como Eugénia Lima ou o conjunto António Mafra, atuaram aqui. Em 1990, a festa transferiu--se para o largo da sede da União Recreativa do Carvalhal de Turquel, inaugurada nesse ano.
As cavalhadas são uma tradição desportiva desta festa. Os participantes, montados numa bicicleta, tentam recolher uma pequena anilha de metal, espetada na ponta de uma cana pendurada numa corda esticada para o efeito. Utilizando um fósforo ou palito, os participantes passam por debaixo da corda e é um desafio de precisão tentar recolher a anilha desta forma, em movimento. O jogo de futebol entre solteiros e casados é outras tradições desportivas da festa.
A festa incluía também uma corrida de bicicletas. Contudo, no final dos anos 70, um acidente na prova causou o falecimento de um dos participantes e desde então não voltou a realizar-se.
A União Recreativa do Carvalhal de Turquel foi fundada em 1960. No final dos 80, e aproveitando a expansão económica da época, a coletividade reabriu e lançou-se na construção de uma nova sede, com pavilhão, palco, café e área de jogos, tendo incluído também cozinha e sala para um museu etnográfico e da própria coletividade. O largo do pavilhão recebeu posteriormente espaços definitivos para a realização de tasquinhas.

### Geografia
O Carvalhal de Turquel é um exemplo típico de povoamento disperso, com os habitantes a fixarem-se junto às suas courelas, servindo-se de Turquel como centro de serviços. É possível identificar um “centro” da aldeia, na área em torno da igreja, com o largo e onde se situam os estabelecimentos comerciais (uma espingardaria, uma loja de tintas, um café e um café/mercearia, já encerrado) e que era em tempos antigos o largo central da aldeia. Os lugares vieram a constituir as atuais ruas da aldeia. 
É também por isso que o Carvalhal se estende por uma vasta área geográfica, de cerca de 2,5 quilómetros de extensão máxima, desde o início da rua da Mozinha (onde cerca de 20 metros separam a placa de início de localidade da placa de Turquel) até ao sinal de que inclui as placas de Carvalhal e Lagoa das Talas.

### Religião
A maioria da  população segue, tradicionalmente, a Igreja Católica. Além da igreja, existe também no Carvalhal um templo da Congregação Cristã em Portugal.